# زلمة

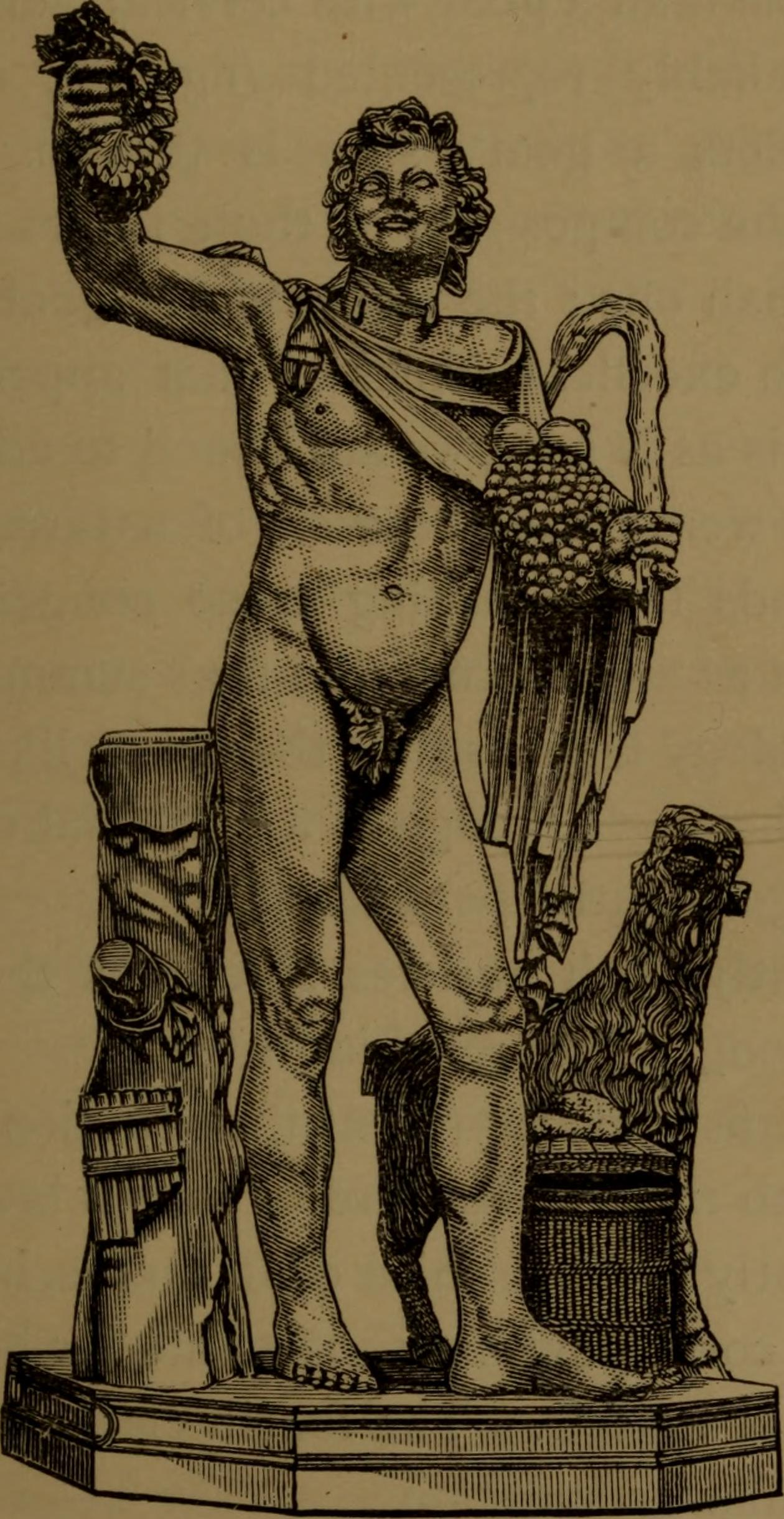
لوحة يظهر فيها رجل ذي زلمتين في رقبته (من كتاب التطور والمرض، 1890، صفحة 91)

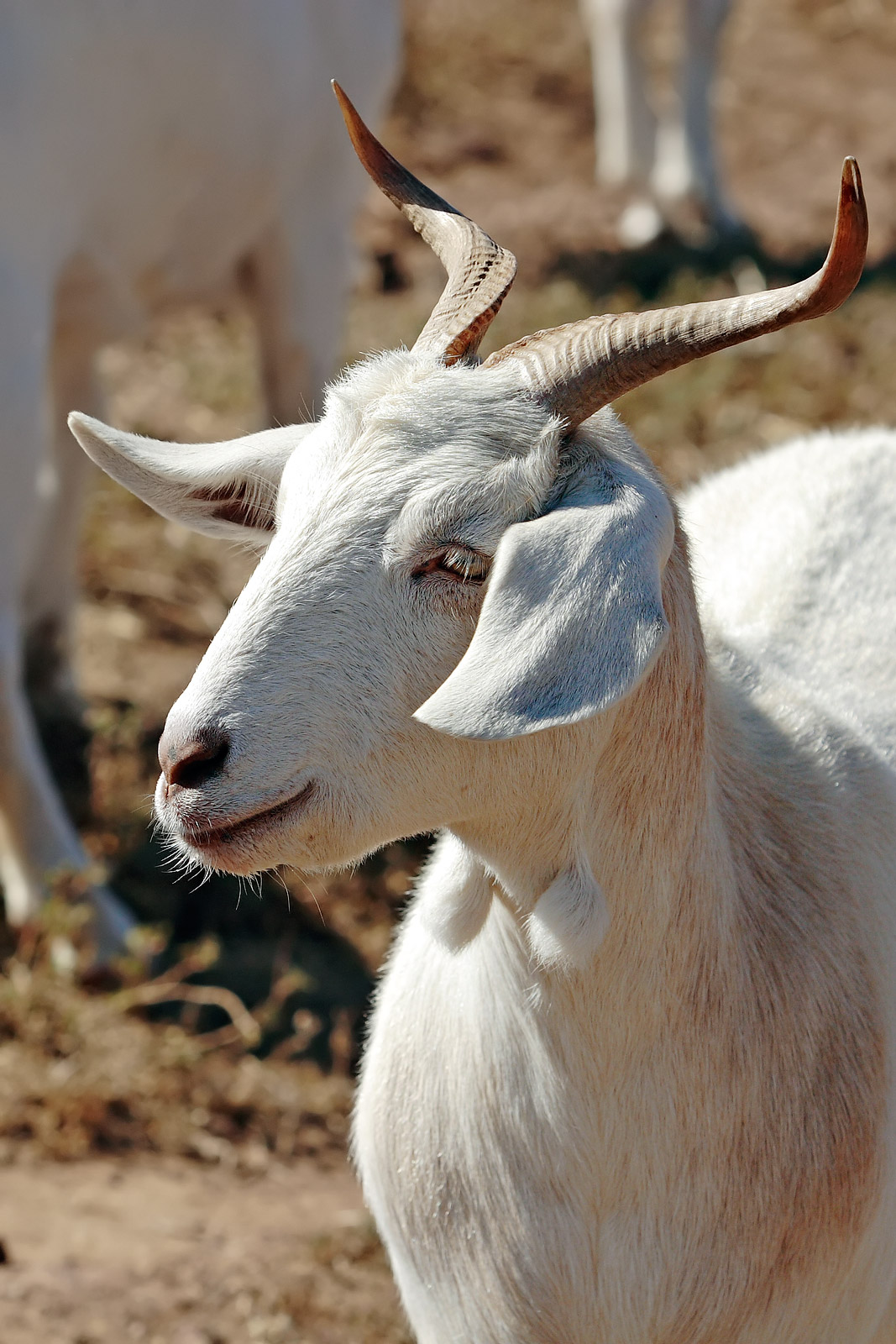
ماعز ذات زَنَمَتَيْنِ

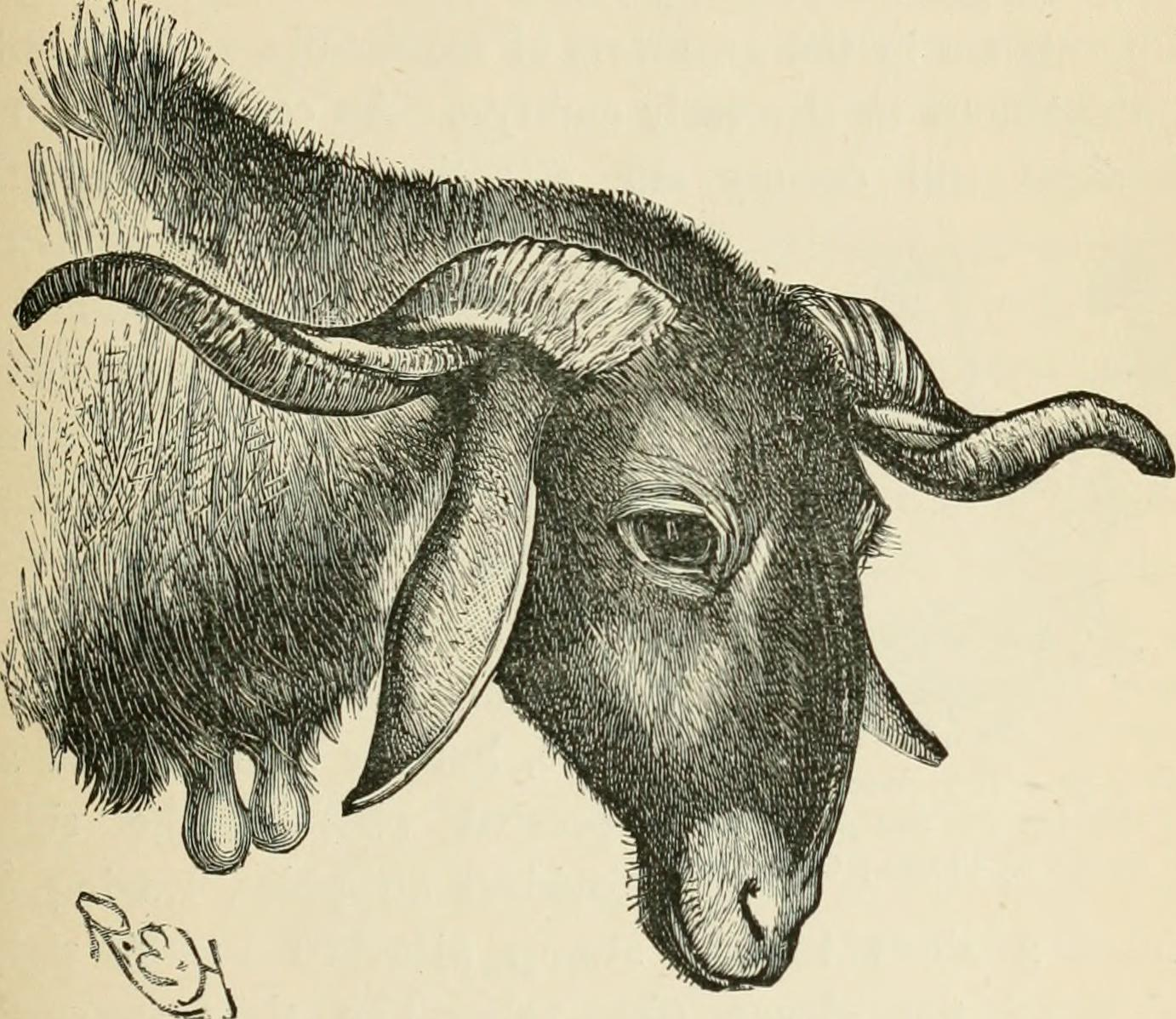
رسم كبش ذي زلمتين

الزَّلَمَةُ أو الأُذَيْنَةُ الرَّقَبِيَّةُ هي عيب خلقي جلدي نادر جدا على شكل هنة، وهي تتمثل في بُقَاوَة قوس خيشومية تقع غالباً في الوجه الأمامي لأسفل الرقبة لدى الإنسان والحيوان.

## وصلات خارجية
- صورة أذينة رقبية في أسفل رقبة رضيع. (تاريخ الاطلاع: 26 ديسمبر 2017)
- صورة أذينتين رقبيتين في أسفل رقبة رضيع. (تاريخ الاطلاع: 26 ديسمبر 2017)
- صورة أذينة رقبية في أسفل رقبة ماعز وخنزير. (تاريخ الاطلاع: 26 ديسمبر 2017)